# Газонафтопрояв
Газонафтопрояв (рос.газонефтепроявление; англ. gas and oil show (ing)s; нім. Erdgas— und Erdölanzeichen n) — постійне або періодичне надходження газу і (або) нафти з надр на денну поверхню або в підземні гірничі виробки.
Розрізняють лінійні Г., пов'язані з розривними порушеннями в нафтогазоносних комплексах, і точково-площові Г., приурочені до виходів на денну поверхню нафтових пластів і грязьових вулканів.
Газонафтопрояв - це явище, яке спостерігається під час буріння нафтових і газових свердловин, коли в процесі буріння в свердловину потрапляють природні гази або нафтові флюїди. Це сигналізує про наявність покладів вуглеводнів у буровому горизонті. Газонафтопрояви мають важливе значення як в геологорозвідувальних, так і в нафтовидобувних процесах.

## Характеристика
- Склад: Залежно від типу родовища газонафтопрояви можуть містити метан (газ), пропан, бутан, а також нафтові компоненти.
- Інтенсивність: Залежить від тиску пласта, проникності порід і інших геологічних характеристик.
- Час виникнення: Виявляється під час буріння на певних глибинах, де присутні поклади вуглеводнів.
- Сигнали: Збільшення вмісту вуглеводневих газів у буровому розчині, а також зміни в тиску і характеристиках свердловини.

## Значення
- Індикація покладів: Газонафтопрояви є ключовими індикаторами наявності вуглеводнів у пластах. Вони допомагають визначити нафтові або газові горизонти.
- Геологічна розвідка: Використовується для оцінки перспективності буріння і визначення зон з високим потенціалом видобутку.
- Безпека: Виявлення газонафтопроявів дає можливість запобігти аваріям через неконтрольовані викиди газу або нафти.

## Застосування
- Під час буріння: Геологи та інженери постійно контролюють свердловину для виявлення газонафтопроявів, що допомагає вчасно скоригувати процес буріння і уникнути аварійних ситуацій.
- Оцінка резервуарів: Газонафтопрояви дають інформацію про потенційні об'єми видобутку нафти або газу, дозволяючи краще планувати видобуток.
- Планування розробки родовищ: Використовується для визначення найперспективніших зон для подальшої розробки родовищ.